# ILiKETRAiNS
iLiKETRAiNS to brytyjski zespół postrockowy z Leeds.
W 2007 zespół wystąpił na Off Festivalu w Mysłowicach.

## Dyskografia
Albumy/EP
- Elegies to Lessons Learnt (2007) 1/10/07
- Progress Reform (EP) (2006) 26/6/06

Single
- The Deception (2007) 10/9/07
- Spencer Perceval/I Am Murdered (2007) 26/3/07
- Terra Nova/Fram (2006) 29/5/06
- A Rook House For Bobby (2005) 17/10/05
- Before the Curtains Close Pts 1 & 2 (2005) 4/7/05
- Stainless Steel (2005) Early 2005

Bootleg
- THE iNDiCTMENT - wydawnictwo zawierające wczesne utwory, nagrania koncertowe i dema

## Członkowie
- Guy Bannister - gitara, instrumenty klawiszowe, perkusja (na koncertach), śpiew
- Alistair Bowis - gitara basowa, śpiew
- Ashley Dean - kornet, obrazy
- Simon Fogal - perkusja
- David Martin - gitara i śpiew